# Guido Monzino

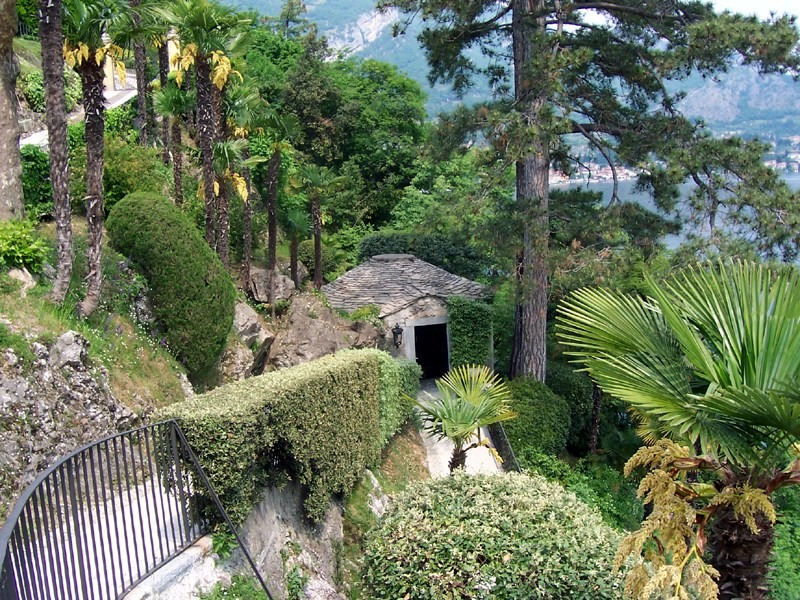
Lenno - Mauzoleum Guido Monzino w Villa del Balbianello

Hrabia Guido Monzino (ur. 2 marca 1928 w Mediolanie  – zm. 11 października 1988 w Lenno) – włoski podróżnik i wspinacz. Podróżował po całym świecie, odwiedzając wszystkie kontynenty z wyjątkiem Australii. 

## Wyprawy
- 1955 Afryka Zachodnia – Senegal, Gwinea i Wybrzeże Kości Słoniowej;
- 1956 Alpy Zachodnie we Włoszech i Szwajcarii – Grandes Murailles;
- 1957–1958 Patagońskie Andy – Torres del Paine (pierwsze wejście na Wieżę Północną);
- 1959 Karakorum w Pakistanie – pierwsze wejście na Kanjut Sar;
- 1959–1960 Afryka Środkowa – Kilimandżaro;
- 1960 Grenlandia – 66ty równoleżnik;
- 1960–1961 Afryka Środkowa – Mount Kenya;
- 1961 Grenlandia – 74ty równoleżnik;
- 1961–1962 Afryka Środkowa – Góry Księżycowe i Ruwenzori;
- 1962 Grenlandia – 72gi równoleżnik na saniach;
- 1962 Grenlandia – 77my równoleżnik;
- 1963 Grenlandia – Stauning;
- 1963–1964 Afryka Środkowa – Tibesti;
- 1968 Grenlandia – wyprawa podwodna;
- 1969 Grenlandia i Kanada – z Ilulissat do Qaanaaq na saniach;
- 1969 Włoska ekspedycja na Biegun Północny;
- 1970 Grenlandia - z Qaanaaq do Cape Columbia;
- 1970 Grenlandia – wyprawa podwodna;
- 1971 Z Cape Columbia na Biegun Północny na saniach;
- 1973 Himalaje, Nepal – pierwsza włoska wyprawa na Mount Everest.